# Diócesis de Ciudad Guzmán
La diócesis de Ciudad Guzmán (en latín: Dioecesis Guzmanopolitana) es una circunscripción eclesiástica de la Iglesia católica en México. Se trata de una diócesis latina, sufragánea de la arquidiócesis de Guadalajara. Desde el 4 de mayo de 2024 su obispo es Herculano Medina Garfias.

## Territorio y organización
La diócesis tiene 9345 km² y extiende su jurisdicción sobre los fieles católicos de rito latino residentes en el estado de Jalisco en los municipios de: Zapotlán el Grande, Amacueca, Atemajac de Brizuela, Atoyac, Chiquilistlán, Concepción de Buenos Aires, Gómez Farías, La Manzanilla de la Paz, Mazamitla, Quitupan, San Gabriel, Santa María del Oro, Sayula, Tamazula de Gordiano, Tapalpa, Teocuitatlán de Corona, Tizapán el Alto, Tuxpan, Valle de Juárez, Zacoalco de Torres, Zapotiltic y parte de los municipios de Villa Corona y Tuxcueca. 
La sede de la diócesis se encuentra en Ciudad Guzmán, en donde se halla la Catedral de San José.
En 2021 en la diócesis existían 60 parroquias.

## Historia
La diócesis fue erigida el 25 de marzo de 1972 con la bula Qui omnium del papa Pablo VI, obteniendo el territorio de la diócesis de Colima y de la arquidiócesis de Guadalajara.
El 9 de octubre de 1972, con la carta apostólica Sancti Ioseph, el papa Pablo VI proclamó a san José patrono principal de la diócesis.

## Estadísticas
Según el Anuario Pontificio 2022 la diócesis tenía a fines de 2021 un total de 400 857 fieles bautizados.
| Año                                                                             | Población            | Población | Población      | Sacerdotes | Sacerdotes    | Sacerdotes    | Bautizados por sacerdote | Diáconos permanentes | Religiosos | Religiosos | Parroquias |
| Año                                                                             | Bautizados católicos | Total     | % de católicos | Total      | Clero secular | Clero regular | Bautizados por sacerdote | Diáconos permanentes | Varones    | Mujeres    | Parroquias |
| ------------------------------------------------------------------------------- | -------------------- | --------- | -------------- | ---------- | ------------- | ------------- | ------------------------ | -------------------- | ---------- | ---------- | ---------- |
| 1976                                                                            | 396 000              | 400 000   | 99.0           | 99         | 93            | 6             | 4000                     |                      | 11         | 85         | 43         |
| 1980                                                                            | 443 000              | 466 000   | 95.1           | 101        | 93            | 8             | 4386                     |                      | 12         | 161        | 45         |
| 1990                                                                            | 609 000              | 624 000   | 97.6           | 107        | 99            | 8             | 5691                     |                      | 27         | 143        | 49         |
| 1999                                                                            | 480 000              | 498 200   | 96.3           | 115        | 105           | 10            | 4173                     |                      | 40         | 187        | 54         |
| 2000                                                                            | 474 000              | 495 000   | 95.8           | 113        | 104           | 9             | 4194                     |                      | 13         | 185        | 54         |
| 2001                                                                            | 470 000              | 486 560   | 96.6           | 120        | 108           | 12            | 3916                     |                      | 17         | 181        | 54         |
| 2002                                                                            | 471 500              | 489 230   | 96.4           | 121        | 107           | 14            | 3896                     |                      | 18         | 179        | 54         |
| 2003                                                                            | 410 300              | 435 700   | 94.2           | 116        | 105           | 11            | 3537                     |                      | 18         | 132        | 51         |
| 2004                                                                            | 413 200              | 438 500   | 94.2           | 115        | 104           | 11            | 3593                     |                      | 19         | 130        | 51         |
| 2006                                                                            | 416 170              | 442 400   | 94.1           | 113        | 100           | 13            | 3682                     |                      | 20         | 134        | 52         |
| 2013                                                                            | 459 000              | 473 000   | 97.0           | 110        | 91            | 19            | 4172                     |                      | 52         | 110        | 59         |
| 2016                                                                            | 402 403              | 423 582   | 95.0           | 109        | 95            | 14            | 3691                     |                      | 44         | 110        | 60         |
| 2019                                                                            | 412 757              | 434 482   | 95.0           | 115        | 96            | 19            | 3589                     |                      | 45         | 126        | 60         |
| 2021                                                                            | 400 857              | 421 954   | 95.0           | 106        | 89            | 17            | 3781                     |                      | 43         | 115        | 60         |
| Fuente: Catholic-Hierarchy, que a su vez toma los datos del Anuario Pontificio. |                      |           |                |            |               |               |                          |                      |            |            |            |

## Episcopologio
- Leobardo Viera Contreras † (25 de marzo de 1972-7 de julio de 1977 renunció)
- Serafín Vásquez Elizalde † (2 de diciembre de 1977-11 de diciembre de 1999 retirado)
- Braulio Rafael León Villegas (11 de diciembre de 1999-25 de septiembre de 2017 renunció)
- Óscar Armando Campos Contreras, (25 de septiembre de 2017- 4 de mayo de 2024 renunció)
- Herculano Medina Garfias desde el 4 de mayo de 2024.